# Le Mans 24-timmars 2004
Le Mans 24-timmars 2004 kördes den 12-13 juni 2004 på Circuit de la Sarthe.

## Slutställning
| Plats | Förare                                       | Märke     | Varv |
| ----- | -------------------------------------------- | --------- | ---- |
| 1     | Tom Kristensen Rinaldo Capello Seiji Ara     | Audi      | 379  |
| 2     | Jamie Davies Johnny Herbert Guy Smith        | Audi      | 379  |
| 3     | JJ Lehto Marco Werner Emanuele Pirro         | Audi      | 368  |
| 4     | Soheil Ayari Benoît Tréluyer Érik Comas      | Pescarolo | 361  |
| 5     | Allan McNish Pierre Kaffer Frank Biela       | Audi      | 350  |
| 6     | Oliver Gavin Olivier Beretta Jan Magnussen   | Chevrolet | 345  |
| 7     | Jan Lammers Chris Dyson Katsutomo Kaneishi   | Dome      | 341  |
| 8     | Ron Fellows Max Papis Johnny O'Connell       | Chevrolet | 334  |
| 9     | Darren Turner Colin McRae Rickard Rydell     | Ferrari   | 329  |
| 10    | Jörg Bergmeister Patrick Long Sascha Maassen | Porsche   | 327  |

### Klassegrare
| Klass | Vinnare                                      | Märke     |
| ----- | -------------------------------------------- | --------- |
| LMP1  | Tom Kristensen Rinaldo Capello Seiji Ara     | Audi      |
| LMP2  | William Binnie Clint Field Rick Sutherland   | Lola      |
| GTS   | Oliver Gavin Olivier Beretta Jan Magnussen   | Chevrolet |
| GT    | Jörg Bergmeister Patrick Long Sascha Maassen | Porsche   |